# Югославское радио и телевидение
Югославское радио и телевидение (сербохорв. Југословенска радио-телевизија / Jugoslovenska radio-televizija, JRT) — организация координировавшая работу республиканских и краевых радиотелецентров Югославии в 1952-1992 гг., радиоорганизация в 1944-1952 гг. Основано в 1944 году, в 1952-1958 гг. - Ассоциация радиостанций ФНРЮ (Udruženje radiostanica FNRJ), с 1958 и до 1970-х гг. - Югославское радиовещание - Ассоциация радиовещательных учреждений ФНРЮ (Jugoslovensku radiodifuziju - udruženje radiodifuznih ustanova FNRJ, JRD). Телепередачи велись радиотелецентрами совместно по двум программам, радиовещание - по 2-3 программам. В 1992 году самораспустилось. 
Югославское радио и телевидение стало первой и единственной вещательной сетью из страны коммунистического блока, которая вошла в Европейский вещательный союз (оно было сооснователем союза).

## Радио- и телецентры
Членами организации являлись восемь республиканских и краевых радио- и телецентров
| Субъект СФРЮ                                     | Название                      | Открыт                                                         | язык                                                                                               |
| ------------------------------------------------ | ----------------------------- | -------------------------------------------------------------- | -------------------------------------------------------------------------------------------------- |
| Социалистическая Республика Босния и Герцеговина | Радио и телевидение Сараево   | 1969 (1-я программа) 1977 (2-я программа) 1989 (3-я программа) | сербохорватский                                                                                    |
| Социалистическая Республика Хорватия             | Радио и телевидение Загреба   | 1956 (1-я программа) 1972 (2-я программа) 1988 (3-я программа) | сербохорватский                                                                                    |
| Социалистическая Республика Македония            | Радио и телевидение Скопье    | 1964 (1-я программа) 1978 (2-я программа) 1991 (3-я программа) | македонский                                                                                        |
| Социалистическая Республика Черногория           | Радио и телевидение Титограда | 1965 (1-я программа) 1984 (2-я программа)                      | черногорский                                                                                       |
| Социалистическая Республика Сербия               | Радио и телевидение Белграда  | 1958 (1-я программа) 1971 (2-я программа) 1989 (3-я программа) | сербохорватский                                                                                    |
| Социалистическая Республика Словения             | Радио и телевидение Любляны   | 1958 (1-я программа) 1969 (2-я программа)                      | словенский                                                                                         |
| Социалистический Автономный Край Косово          | Радио и телевидение Приштины  | 1975 (1-я программа) 1984 (2-я программа)                      | сербохорватский                                                                                    |
| Социалистический Автономный Край Воеводина       | Радио и телевидение Нови-Сада | 1975                                                           | сербохорватский                                                                                    |
| СФРЮ                                             | Радио Югославии               |                                                                | албанский, английский, арабский, болгарский, греческий, испанский, немецкий, русский и французский |

- Окружные радиостанции:
  - Radio Koper
  - Radio Maribor
  - Radio Sljeme
  - Radio Rijeka
  - Radio Pula
  - Radio Osijek
  - Radio Split
  - Radio Zadar
  - Radio Dubrovnik
  - Radio Zenica
  - Radio Smederevo
  - Радио Србобран
  - Радио Сомбор
  - Радио Студио Б
  - Radio Subotica
  - Радио Крагуеваца
  - Радио Шабац
  - Радио Панчево

## Радиовещание
| Средние показатели радиовещания в Югославии | Средние показатели радиовещания в Югославии | Средние показатели радиовещания в Югославии |
| Частота, кГц                                | Центр                                       | Мощность, кВт                               |
| ------------------------------------------- | ------------------------------------------- | ------------------------------------------- |
| 612                                         | Сараево                                     | 600                                         |
| 684                                         | Белград                                     | 2000                                        |
| 810                                         | Скопье                                      | 1000                                        |
| 882                                         | Титоград                                    | 300                                         |
| 918                                         | Любляна                                     | 600                                         |
| 1134                                        | Загреб                                      | 1200                                        |
| 1269                                        | Нови-Сад                                    | 600                                         |
| 1413                                        | Приштина                                    | 1000                                        |